# Salvatore Ferragamo S.p.A.
Salvatore Ferragamo S.p.A., de nombre comercial Ferragamo, es una casa de moda y una marca italiana de lujo especializada en ropa, calzado y accesorios, con sede en Florencia, Italia. Está especializa en el diseño y la fabricación de calzado y artículos de piel, que en conjunto representan más del 86 % de sus ingresos. El resto de sus productos incluyen prêt-à-porter, productos de seda, accesorios de moda, gafas, relojes y perfumes con licencia. Operaba 447 tiendas monomarca en todo el mundo en septiembre de 2022.
La empresa fue fundada en 1927 por Salvatore Ferragamo en Florencia, Italia. Salió a bolsa en la Bolsa de Italia en 2011, pero la familia Ferragamo sigue siendo el accionista mayoritario, con aproximadamente el 65 % de la empresa. El diseñador británico Maximilian Davis ha sido el director creativo de Ferragamo desde marzo de 2022.

## Historia

### Fundación

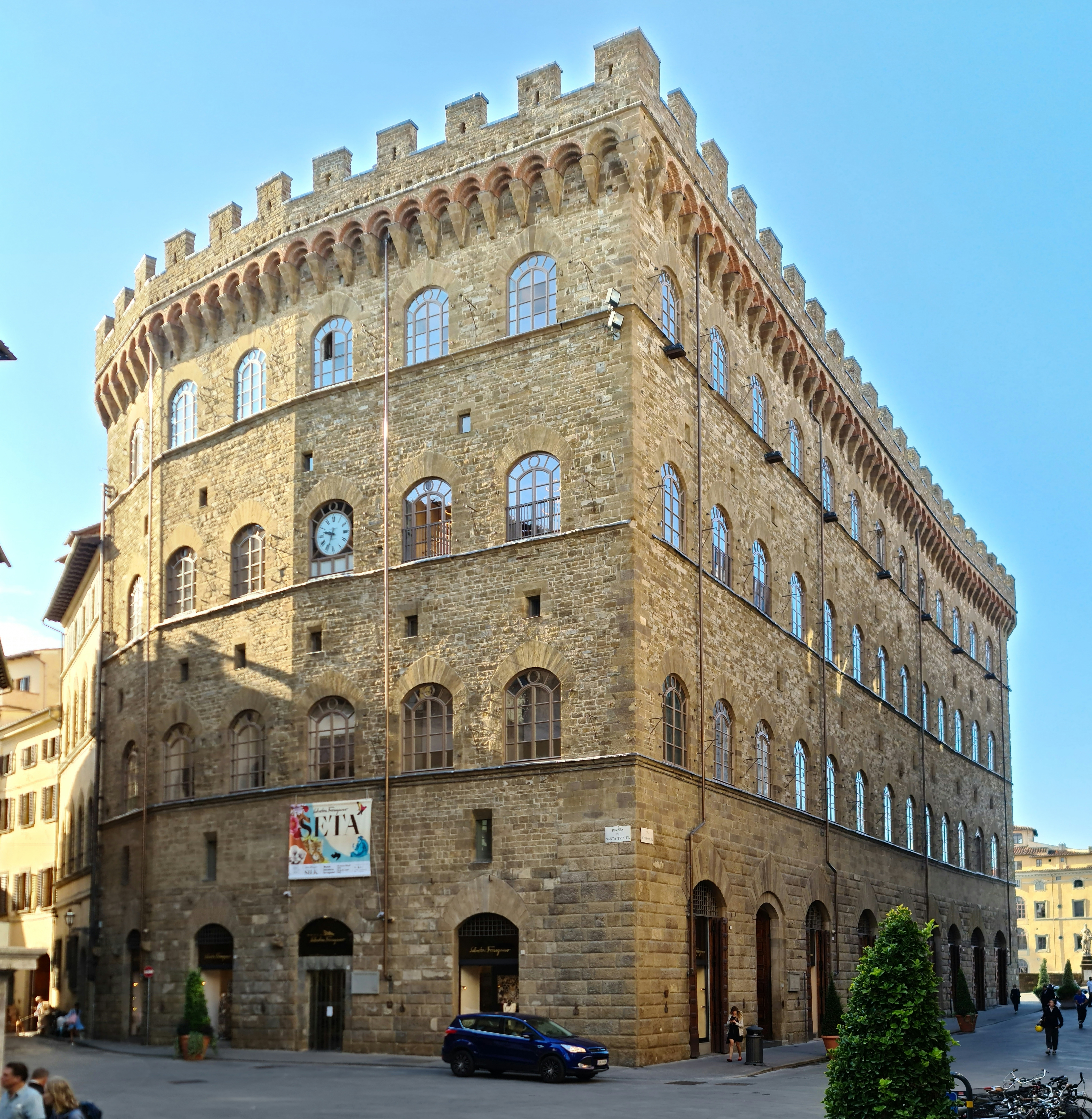
El Palacio Spini Feroni, sede central de Salvatore Ferragamo S.p.A. en Florencia (2021)

En 1915, Salvatore Ferragamo emigró del sur de Italia a Estados Unidos para reunirse con sus hermanos, quienes ya habían emigrado a ese país. Trabajó brevemente en la firma Thomas G. Plant Shoe Factory de Boston, Massachusetts, antes de mudarse a Santa Bárbara (California) para reunirse con sus hermanos. Abrió la Hollywood Boot Shop en 1923 y fabricó zapatos para estrellas de cine como Joan Crawford y Gloria Swanson, así como para películas, como Los diez mandamientos, dirigida por Cecil B. DeMille.
Tras su éxito en California, Ferragamo regresó en 1927 a Florencia para fundar su marca homónima y abrir una fábrica para producir sus zapatos, debido a la escasez de zapateros artesanos en Estados Unidos. Su fábrica combinó las técnicas artesanales tradicionales de Florencia con el eficiente sistema de producción de las fábricas estadounidenses, convirtiéndose en un centro de formación para aprendices.
Como consecuencia de la Gran Depresión y de la dependencia de la empresa de sus negocios en los Estados Unidos, Ferragamo atravesó dificultades financieras y se declaró en quiebra en 1933. Pero en 1938 ya se había recuperado financieramente, y adquirió el Palacio Spini Feroni de Florencia, que desde entonces alberga la sede de la empresa, su tienda insignia y el Museo Salvatore Ferragamo. En 1948, la empresa abrió su primera tienda de gestión directa en Estados Unidos, en el número 424 de Park Avenue, Nueva York.
La empresa debió enfrentarse a dificultades financieras en 2024, registrando una pérdida neta de 68 millones de euros, una disminución significativa respecto a los 26 millones de euros de beneficios de 2023. Esta recesión se atribuyó a la disminución de las ventas en mercados clave, especialmente en Asia. En consecuencia, el director ejecutivo, Marco Gobbetti, dimitió en marzo de 2025, y el presidente Leonardo Ferragamo asumió las responsabilidades ejecutivas interinamente.

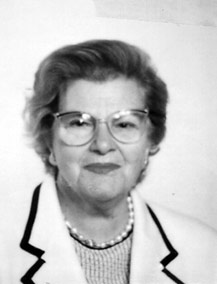
Wanda Miletti Ferragamo, esposa de Salvatore y ex directora general de Salvatore Ferragamo S.p.A. (foto de 1987)

### Fallecimiento de Salvatore Ferragamo
Salvatore Ferragamo falleció en agosto de 1960, dejando el control de la creciente empresa a su esposa, Wanda Ferragamo, quien expandió las operaciones de la firma para incluir pañuelos de seda, fragancias, bolsos de cuero, prêt-à-porter y pequeños artículos de cuero.

### Desarrollos recientes
A pesar de los diversos cambios de liderazgo y de su crecimiento, la empresa permaneció en manos de la familia Ferragamo hasta su salida a bolsa en la Bolsa de Milán en 2011. En 2022, los miembros de la familia Ferragamo seguían siendo los accionistas mayoritarios con aproximadamente el 65 % de la participación combinada en la empresa, presidida por Leonardo Ferragamo, quinto hijo de Salvatore y de Wanda Ferragamo.
Marco Gobbetti, ex director general de Burberry, ha sido el director general de la empresa desde enero de 2022, sucediendo a Micaela le Divelec, quien dirigió la empresa desde julio de 2018.
Salvatore Ferragamo anunció que no poseía tiendas propias en Rusia y que los envíos a la franquicia cesaron después de la invasión rusa a Ucrania.
En 2022, en un esfuerzo por modernizar la marca, Salvatore Ferragamo cambió su nombre a "Ferragamo" (estilizado como FERRAGAMO) y estrenó un nuevo logotipo antes de su desfile Primavera/Verano de 2023 durante la Semana de la Moda de Milán. El desfile fue el primero bajo la dirección creativa de Maximilian Davis y tuvo una acogida generalmente favorable, destacando la modernización de la sastrería. Davis describió la colección como una apuesta por la "sencillez y la sensualidad". Aunque los ingresos de los primeros nueve meses de 2023 disminuyeron un 8,3 % (con una caída del 20 % en las ventas en EE. UU.) en comparación con el mismo período de 2022, el director ejecutivo Marco Gobetti se mostró "satisfecho con los primeros resultados" del trabajo de Davis para Ferragamo.

## Productos

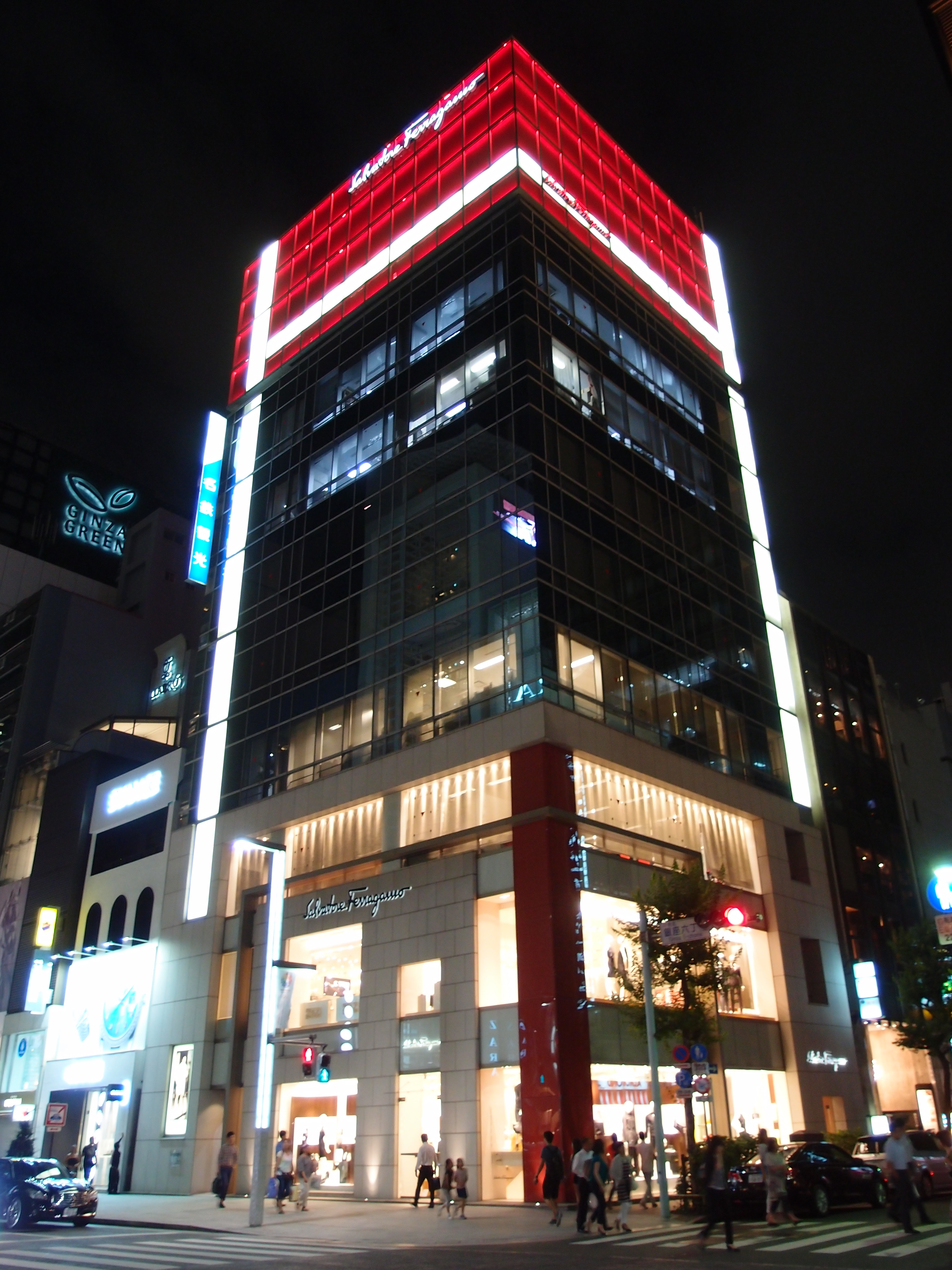
Tienda de Salvatore Ferragamo en Ginza, Tokio, 2013

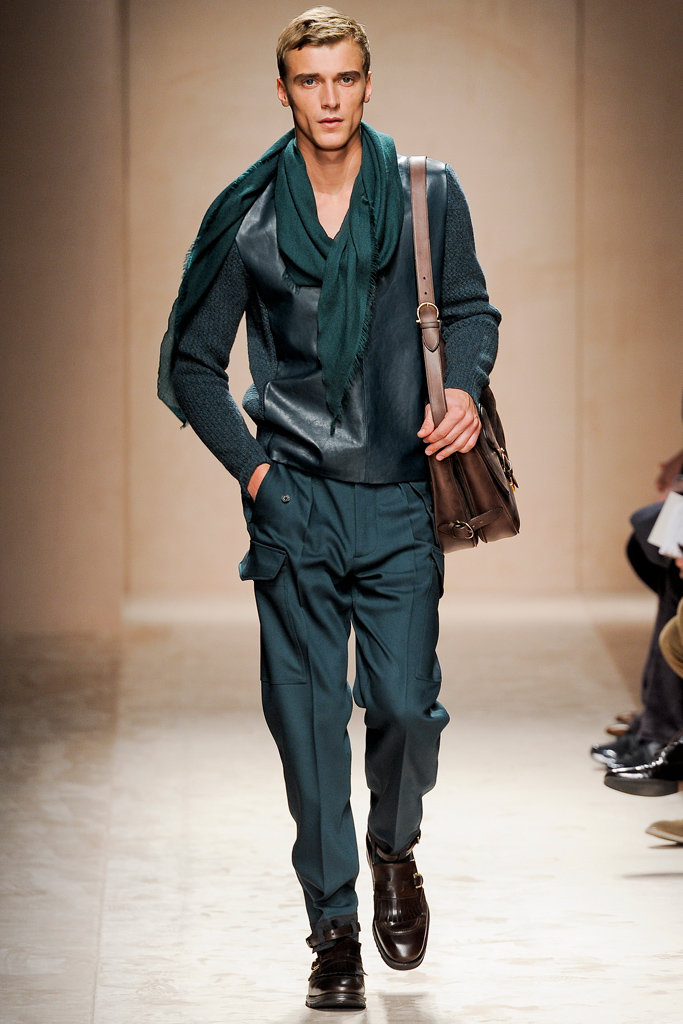
Colección de Otoño 2011

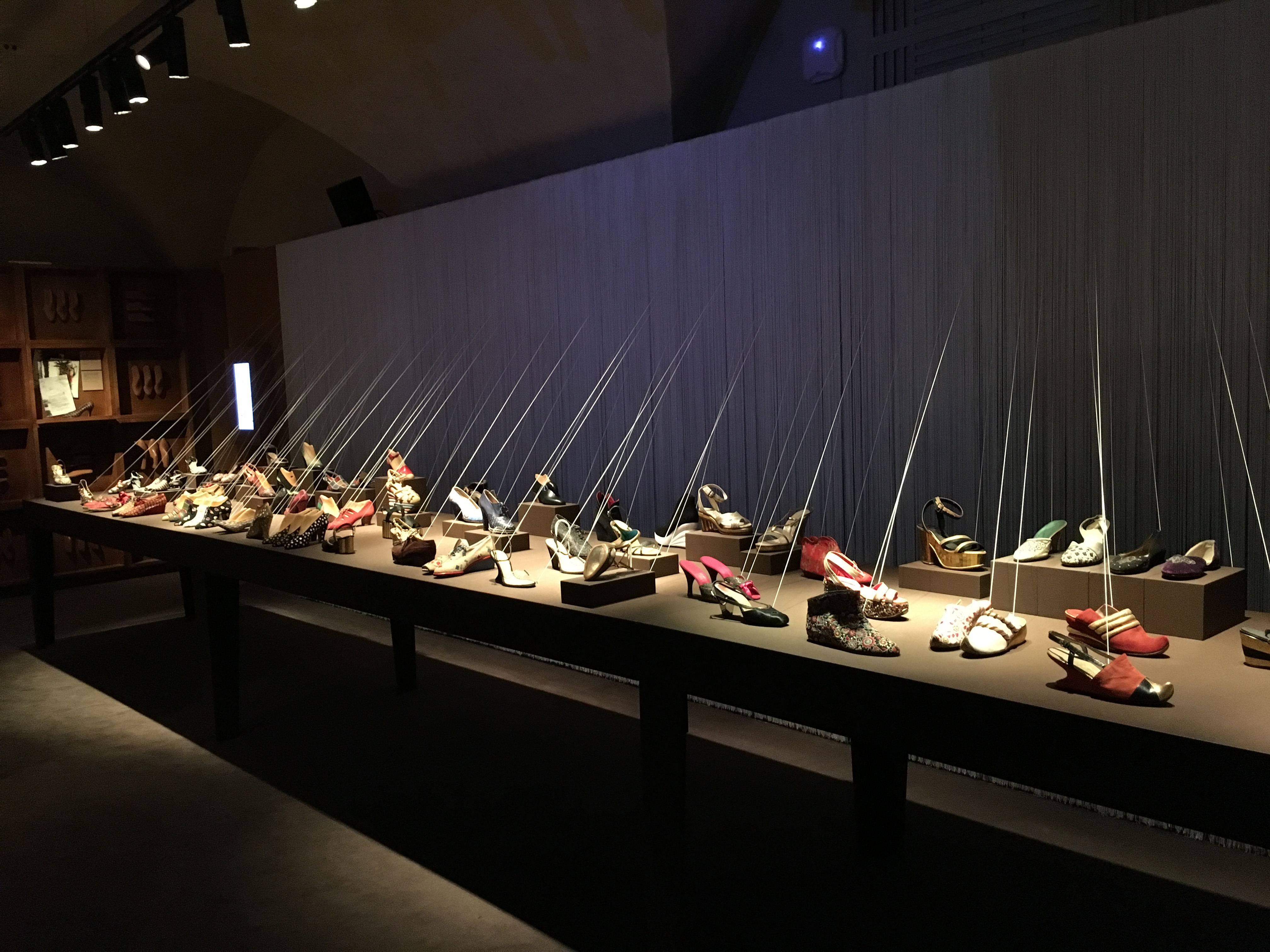
Zapatos en el Museo Salvatore Ferragamo (2017)

En su historia, la empresa se ha caracterizado por el uso de materiales novedosos y por sus diseños innovadores. En California, Salvatore estudió anatomía humana para crear zapatos más cómodos. Entre sus innovaciones más destacadas se encuentran el tacón de cuña; la suela en forma de concha; la sandalia "invisible"; los tacones y suelas metálicos, popularizados por Marilyn Monroe; la sandalia de oro de 18 quilates; el zapato calcetín; los tacones esculturales; y el zapato con arco enguantado, creado para la Maharani de Cooch Behar en 1938. La empresa también es conocida por su decoración "Gancini", la bailarina de charol "Vara", el bolso Salvatore y el uso de patchwork.
El calzado y la marroquinería son el punto focal de la marca, representando más del 86 % de sus ingresos en 2021. También cuenta con una amplia gama de calzado para mujer y hombre, desde ropa formal y de noche hasta ropa de ocio. El calzado masculino se fabrica utilizando diversas técnicas, como el hormado, el tubular, el cosido y el ribeteado "Tramezza". Los artículos de marroquinería, como bolsos, maletas, cinturones y carteras, suelen presentar el distintivo cierre "Gancino", originalmente diseñado para cerrar bolsos. La empresa también ofrece productos a medida para clientes que buscan diseños únicos que no se encuentran en tiendas físicas.
Otros productos incluyen prêt-à-porter para hombre y mujer () y los productos de seda característicos de la marca, como corbatas, fulares, pañuelos de bolsillo y bufandas. Las fragancias Ferragamo son producidas y distribuidas por Inter Parfums, Inc. mediante un acuerdo de licencia exclusivo ( La compañía también produce gafas y relojes suizos con licencia en colaboración con Marchon y el Timex Group. En 2014, Ferragamo comenzó a añadir etiquetas de autenticación a sus productos para desincentivar las falsificaciones.

## Directores creativos
- 2011-2016: Massimiliano Giornetti[28]
- 2019-2022: Paul Andrew[29]
- Desde 2022: Maximilian Davis[5]

## Publicidad
Para sus campañas publicitarias, Salvatore Ferragamo ha trabajado con fotógrafos como David Sims (2013), Craig McDean (2016), Peter Lindbergh (2017), Walter Pfeiffer (2017), Luca Guadagnino (2020), Rafael Pavarotti (2023), y Tyler Mitchell (2023).

## Clientes destacados
Salvatore trabajó con estrellas de cine y celebridades desde sus inicios en Hollywood. Entre sus clientes en los años se incluyen Audrey Hepburn, Sophia Loren y Greta Garbo, así como Andy Warhol, Seulgi, Grace Mugabe, Diana de Gales y Namal Rajapaksa. La compañía confeccionó bolsos para Margaret Thatcher y botas para Jigme Khesar Namgyel Wangchuck durante su coronación el 6 de noviembre de 2008, en Timbu, Bután.